# دخت پری‌وار
دخت پری وار نام آلبوم موسیقی جدی ایرانی است، با صدای علیرضا قربانی که در سال ۱۳۹۴  منتشر شده‌است. آهنگسازی این آلبوم را مهیار علیزاده انجام داده‌است. اشعار این آلبوم از سروده‌های سعدی، عطار، عراقی، فریدون مشیری، هوشنگ ابتهاج، قیصر امین پور، محمدعلی بهمنی، محمد علی اسلامی ندوشن و علیرضا کلیایی هستند.دخت پری‌وار دومین همکاری رسمی علیرضا قربانی و مهیار علیزاده است. پیش از این حریق خزان نخستین اثر مهیار علیزاده با استقبال زیادی مواجه شده‌است.

## نوازندگان
- ویلن: میثم مروستی، پدرام فریوسفی، علی جعفری پویان، سامان صمیمی، نیلوفر محبی، محسن عبادی
- سولیست ویلن قطعه راز: پدرام فریوسفی
- سولیست ویلن قطعه دخت پری‌وار: علی جعفری پویان
- ویلن آلتو: میثم مروستی، پریسا پیرزاده، حسام حسینی
- ویلنسل: آتنا اشتیاقی، نگار نوراد
- سولیست ویلنسل قطعه صبح آزادی: آتنا اشتیاقی
- کنترباس: آتنا اشتیاقی، رضا فرهادی
- سازهای کوبه‌ای: همایون نصیری، رضا فرهادی
- طراحی و چینش سازهای کوبه‌ای قطعه صبح آزادی: رضا فرهادی
- طراحی و چینش سازهای کوبه‌ای قطعات دیگر: مهیار علیزاده
- گیتار باس: آرین کشیشی
- پیانو: بهنام ابولقاسم (قطعات ۲٬۴٬۸٬۱۲)، مهردخت معنوی (قطعه ۱۱)، پیمان حاتمی (قطعات ۶ و۵)، مهیار علیزاده (قطعات ۱، ۳ و ۹)، الکترونیک (قطعات ۷ و ۹)
- فلوت: شقایق صادقیان، غزل سعیدی
- ابوا: حسام صدفی نژاد
- کلارینت: سایوری شفیعی، مینلی دانلیان
- هورن: باربد بیات
- چینش سازهای الکترونیک: پیمان حاتمی، مهیار علیزاده
- همخوان‌ها: شیوا سروش، روشنک کی‌منش، دونا قوامی تهرانی، مهدیه صفدری، سمیرا محسنی، آرزو حیدری،
- دیوان: مهیار علیزاده
- میکس و مسترینگ: رضا فرهادی
- میکس قطعه عتاب یار: پیمان حاتمی
- ویرایش صدا: رضا فرهادی، پیمان حاتمی
- ضبط: رضا فرهادی، امید نیک‌بین، پیمان حاتمی، مجید پوستی، سهیل پیغمبری

## قطعات
| شماره      | نام                                         | سراینده              | مدت   |
| ---------- | ------------------------------------------- | -------------------- | ----- |
| ۱.         | «پرده نشین» (تیتراژ انتهایی سریال پرده‌نشین) | محمد علی بهمنی       | ۰۴:۲۳ |
| ۲.         | «دریای بی پایان» (غزل شماره ۴۱۴)            | سعدی                 | ۰۴:۴۸ |
| ۳.         | «مرثیه»                                     |                      | ۰۵:۲۳ |
| ۴.         | «دوستت دارم»                                | قیصر امین پور        | ۰۳:۴۳ |
| ۵.         | «عتاب یار» (غزل شماره ۲۱۹)                  | فخرالدین عراقی       | ۰۶:۵۱ |
| ۶.         | «نگاه»                                      | علیرضا کلیایی        | ۰۷:۰۰ |
| ۷.         | «راز»                                       |                      | ۰۳:۱۲ |
| ۸.         | «دلتنگ»                                     | فریدون مشیری         | ۰۳:۵۰ |
| ۹.         | «صبح آزادی»                                 | هوشنگ ابتهاج         | ۰۹:۰۱ |
| ۱۰.        | «گمگشته»                                    |                      | ۰۱:۴۷ |
| ۱۱.        | «سودای عاشقی» (غزل شماره ۵)                 | عطار نیشابوری        | ۰۳:۲۷ |
| ۱۲.        | «دخت پری وار»                               | محمدعلی اسلامی ندوشن | ۰۴:۵۲ |
| مجموع مدت: | مجموع مدت:                                  | مجموع مدت:           | ۵۸:۲۱ |

## جوایز و افتخارات
- جایزه باربد بهترین آهنگسازی موسیقی ایرانی با کلام سی و دومین جشنواره موسیقی فجر(۱۳۹۵)[۱۶]
- نامزد دریافت جایزه باربد بهترین خواننده موسیقی ایرانی سی و دومین جشنواره موسیقی فجر(۱۳۹۵)[۱۷]
- تندیس طلایی بهترین قطعهٔ سنتی و معاصر ایرانی خارج از آلبوم سومین جشن خانه موسیقی ما برای قطعه «پرده نشین»[۱۸]